# Astridia
Astridia é um género botânico pertencente à família Aizoaceae.